# Ilos
|  | Aquest article parla sobre el rei de Troia. Per a l'infant fill del rei Dàrdanos de Dardània vegeu Príncep Ilos |

Segons la mitologia grega, Ilos (en grec antic: Ἶλος) era fill de Tros i de la nimfa Cal·lírroe, i va ser el fundador de la ciutat d'Ilion (Troia) a la regió de Troade, que portava el nom del seu pare, Tros. Era germà d'Assàrac, Cleòpatra i Ganimedes.
Es va casar amb Eurídice, que la Biblioteca d'Apol·lodor considera filla d'Adrast, o amb Leucipa, segons les versions. Va tenir un fill, Laomedont, que al seu torn va tenir cinc fills, entre els quals hi ha Podarces, anomenat Príam, i tres filles, una de les quals va ser Hesíone. Ilos, a més de Laomedont, va tenir una filla, Temiste, que es va casar amb Capis de Dardània, i que va ser l'àvia d'Eneas. Aquest Ilos és l'avantpassat comú de la branca de Príam i la d'Eneas, als quals va pertànyer successivament el reialme de Troia. Ilos també va tenir una altra filla, Teleclea, que es casà amb Cisseu rei de Tràcia.
Ilos va fundar la ciutat de Troia quan va tornar de Frígia, on havia anat a participar en els jocs organitzats per un rei del país. Va guanyar el premi, que consistia en cinquanta esclaus joves de cada sexe. El rei de Frígia, seguint un oracle, hi va incloure una vaca clapejada, i li va dir que seguís l'animal i s'establís allà on s'aturés, fundant-hi una ciutat. La vaca es va dirigir cap al nord i es va parar en una muntanya que es deia Ate. En aquell lloc hi havia caigut Ate (l'Error) quan Zeus el va allunyar de l'Olimp. Ilos hi va fundar una nova ciutat, que anomenà Ílion (que significa 'ciutat d'Ilos') i n'agafà el títol de rei. La ciutat era a la vora del riu Escamandre, prop de Dardània, la ciutat fundada per Dàrdan.
Poc temps després de la fundació d'Ílion, Ilos va pregar Zeus, i aquest li va enviar un senyal per a testimoniar la bona elecció del lloc on va construir Troia. Un matí, Ilos va trobar davant de la seva tenda, una estàtua caiguda directament del cel, el Pal·ladi. Feia tres colzes d'alçada i tenia els peus junts, a la mà dreta portava una llança i a l'esquerra una filosa i un fus, i representava la imatge de Pal·las. Segons altres versions, l'estàtua va caure a través del sostre del temple de Pal·las que construïa Ilos i que encara no estava acabat i es va posar tota sola en el seu lloc ritual. Una altra versió explica que més endavant, el temple es va incendiar, i Ilos va salvar l'estàtua traient-la del foc, però va quedar cec, ja que no estava permès mirar aquesta imatge divina. Atena se'n va compadir a causa de les seves pregàries i li va tornar la vista, ja que el sacrilegi estava justificat. Poc temps després, morí el seu pare Tros i Ilos, que era l'hereu, renuncià a Dardània i la cedí al seu germà petit Assàrac.
Ilos, segons alguns autors, va combatre contra Tàntal i Pèlops, que eren responsables del rapte del seu fill Ganimedes, i els va desterrar. En morir, fou succeït pel seu fill gran Laomedont.